# 沙恩·萨顿
沙恩·萨顿（英語：Shane Sutton，1957年6月13日—），澳大利亚男子自行车运动员。他曾代表澳大利亚参加1978年英联邦运动会自行车比赛，获得一枚金牌和一枚银牌。

## 家庭
哥哥加里·萨顿，侄子克里斯托弗·萨顿。